# Salsa de manteca negra

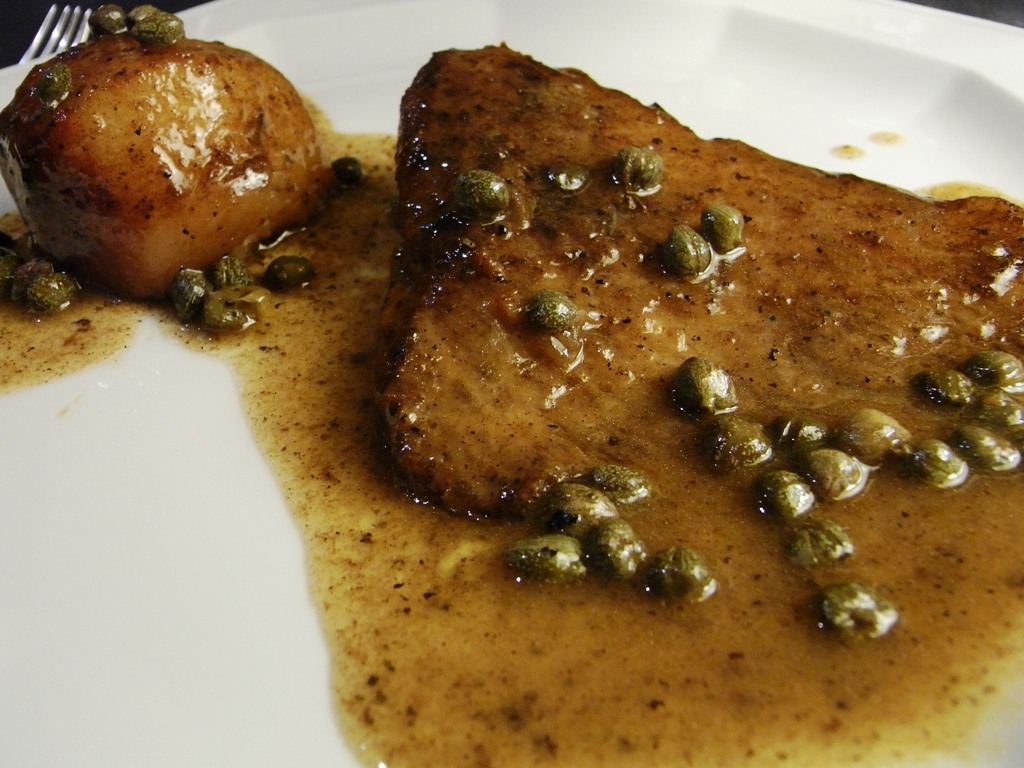
Raya con salsa de manteca negra y alcaparras.

La salsa de manteca negra es un acompañamiento culinario en forma de salsa que emplea como ingredientes manteca (cerdo o vaca), zumo de limón y harina de trigo. Era una salsa que se empleaba en la cocina española de comienzos del siglo XIX. Algunos autores como Francisco Martinez Montiño la emplean en la elaboración de «pastelones» de atún con salsa negra. Se emplea frecuentemente en platos de pescados con poco sabor, como es el caso de la raya, plato típico de la cocina asturiana.

## Elaboración
En una sartén caliente se incluye manteca y se deja que se funda hasta lograr una temperatura elevada. Se deja que se tueste ligeramente, momento en el que añade un poco de harina y zumo de limón hasta que se pone oscura, debido a las reacciones de Maillard. Existen variantes que no incluyen el zumo de limón y emplea el vinagre (incluso agraz), añadiendo incluso algunos granos de alcaparras. Es frecuente poner a la salsa un manojo picado de perejil para que se fría. A partir de mediados del siglo XX cada vez es más frecuente observar el uso de mantequilla en lugar de la manteca.    